# 無比無敵流
無比無敵流（むひむてきりゅう）は、日本の古武道の流派の1つ。「無比流」と略して呼ばれることも多い。もともとは、杖術のほか、居合術・柔術組合、剣術、長刀（なぎなた）を含む総合武術であった。江戸時代に、為我流体術（茨城伝系）、明治時代に浅山一伝流体術（東京伝系）を合わせた。
名称は、他を意識せず比べないという意味の「無比」であり、それゆえに敵ができないという意味の「無敵」に由来している。また、比べない敵を作らないという意思を表現するため、5尺5寸の棒ではあるが「棒術」とは呼ばず「杖術」という。
萬治元年（1658年）に発行された流祖直筆の「神道無比流傳書」によれば、居合術は林崎流との関連がうかがえ、また現在伝わっている無比流居合術は、新田宮流（無形流）の流れを汲んでいる。無形流は、幕末から明治期に為我流系に伝わっており、その系統が武石兼相に伝わり、武石が明治期に流名を「無比流」に改め、無比流に併伝されたという。

## 流祖
槍の名手、流祖佐々木哲斎徳久は、九尺の槍で関ケ原の合戦に臨んだ。激戦活躍するも、途中槍先が折れ、柄のみで奮戦。槍以上の成果に感動し、杖術を開眼した。その後、伊豆箱根両所権現、三島大社に祈願し、無始無終の悟りを得、無比無敵流杖術を創始した。。　伊豆に伝わる伝系はその時のものと思われる。。
さらに、日本開山無住所として各地を遍歴、鹿島香取を目指し集まる武者修行者や筑波山を中心とする山賊の蛮行に苦労していた茨城の地に、民衆の防衛の方法として杖術を残した。
杖術の研究のため剣術もよく研究し、流祖は仙台藩伝の神道流刀術の開祖でもあり、仙台にも杖術を残した。(昭和40年代に、第14代根本平三郎の道場に仙台の伝系を伝えるものがいた)

## 歴史
- 北辰一刀流水戸東武館で、他流試合をしに来た相手とまず先に手合わせをしたのが無比流であることが、彰考館に残された文書にある。[4]
- 民間防衛の技術として、茨城に広く伝わるとともに、開祖の足跡とともに、伊豆、仙台にもその伝系が残っていた。
- 宗家六代目片岡宗吉景重は、水戸地方において、明和、天明の頃から民衆の自衛武術として水戸の近郷近在において栄え隆盛を極めた。[注釈 1]

## 系譜
流祖・佐々木哲斎徳久-野村甚左ヱ門尉勝忠-武田藤七郎重明-本多治左衛門尉-山田宇左衛尉-片岡宗吉景重(茨城伝系と東京伝系に分かれる)
　　　　　茨城伝系-軍司次左衛門信三-安弥八郎忠信-大内藤次郎忠信(茨城伝系が数派に分かれる)
　　　　　　　　  -勝村惣七忠信-根本卯之吉忠勝-根本平三郎唯久-根本憲一唯之
　　　　　　　　　　　

　　　　　　　　  -川又三大蔵-安多右衛門-寺山善七正矩
　　　　　東京伝系-軍司次左衛門信三-前島良助可定-池田文左衛門誠慎-小松崎兵庫業求-武石新三郎信光
　
　　　　　　　　　－武石謙太郎兼相
　　　　　　
　　　　　　　　　　-最首福松(神田勝武館道場主) -最首昌和
　
　　　　　　　　　　-清水謙一郎（護身道
　
　　　　　　　　　　-渡辺清作
　
　　　　　　　　　　-松本貢兼久（松道流）
　　　　　　　　　※これ以外にも、伊豆と仙台にもあった。

## 流儀の特徴
- 槍の操法を基本とし、対する剣の動きは仙台藩伝神道流を基とする。[注釈 2][1]
- 杖の長さは5尺5寸、太さは1寸2分～8分(流祖の使用した杖は、1寸8分と言われている。[1]
- 他流試合を禁じておらず、多くの他流派と親交があった。

- 神田にあった勝武館(武石兼相)では、表4本の型を学ぶと他流試合を勧めた。道場には他流試合を求めてくるものがいるだけでなく、近くの示現流や小野派一刀流などの道場と盛んに交流試合がおこなわれた。[7]

- 第9代小松崎兵庫は、道場のみならず自宅の中にまで他流試合を求め来られて困ったことがあったそうだ。また、この時の経験から、素手で戦う必要性も感じ、柔術を併せ持つようになった。[7]

- 試合のやり方は、こちらは小手と胴を付け相手の武器を落としたら勝ち、相手はどの部分でも切りつけたら勝ちというルール[7]

- 茨城伝系は為我流柔術(為我流にも浅山一伝流の技を少し残している)を、東京伝系は浅山一伝流の素手で戦う部分を中心に残し整理した兼相流柔術(希望者には、浅山一伝流の剣術や居合いなどその他の全てを教えた)を併せ持つ[7]
- 入門誓紙(入門時の注意事項に対し署名し血判《現在はしていない》を押す)→折り紙判消し(表4つの型を習い終わった時点で、折った紙に血判の部分が切り取られ返される《現在はしていない》。他流試合を勧められるようになる《現在はしていない》)→免許→皆伝→印可（武号）)

## 現在
- 茨城伝系は、ひたちなか市を中心に全県にわたって活動している。(茨城県ひたちなか市　明武館)
- 東京伝系の中心は、神田勝武館であったが、戦時中戦災を受けた人の救護所とつかわれたため、閉館した。現在では、神奈川県平塚市を中心に活動している。(神奈川県平塚市　勝武館)

東京伝系、茨城伝系また茨城の各地方、仙台伝系によっては、型の始まり方、途中の動きに若干違いがある。